# بستوژوو (سرزمین آلتای)
بستوژوو (به لاتین: Bestuzhevo) یک منطقهٔ مسکونی در روسیه است که در سرزمین آلتای واقع شده‌است.